# Иоанн Теодор Каллимаки
Иоанн Теодор Каллимаки (молд. Иоан Теодор Каллимаки 1690—1780) — господарь Молдавского княжества, правил в 1758—1761 годах из рода Каллимаки. Сын Теодора Каллимаки.
Первый из рода Каллимаки, севший на господарский престол. Согласие Высокой Порты на это последовало после свержения Скарлата Гики, против которого в стране начались кровавые выступления. В этой ситуации возведение на престол Иоанна Теодора Каллимаки было компромиссом: с одной стороны — его род имел широкие местные корни (первоначально их фамилия была Калмашул), что могло успокоить представителей боярства, с другой — отец Иоанна Теодора эллинизировался и вошёл в круг фанариотских семей, которые уже более полувека непрерывно правили в Молдавии.
До восшествия на престол, Иоанн Теодор долгое время занимал важную должность — служил личным переводчиком султана и имел немало заслуг на дипломатическом поле Порты.
В 1758 году стал господарем Молдавского княжества и правил до 1761 года, когда его сменил сын Григорий Каллимаки.
В 1761 он отправился в Стамбул, где до самой смерти был личным переводчиком султана Селима ІІІ.
Был полиглотом: прекрасно владел латинским, турецким, итальянским, греческим и французским языками.